# Anders Rudolf Lindström
Anders Rudolf Lindström war ein schwedischer Hersteller von Automobilen.

## Unternehmensgeschichte
Anders Rudolf Lindström begann um 1910 mit der Planung für ein Automobil. 1923 gründete er in Torsby das Unternehmen, das seinen Namen trug, und begann mit der Produktion von Automobilen. Der Markenname lautete LT. Im gleichen Jahr endete die Produktion, als ein Feuer den Betrieb zerstörte. Der Plan war, 50 Fahrzeuge herzustellen. Insgesamt entstanden lediglich drei Exemplare, von denen eines nach Norwegen exportiert wurde.

## Fahrzeuge
Das einzige Modell war ein Kleinwagen. Für den Antrieb sorgte ein Einbaumotor von Solbergs Mekaniska Werkstad in Forshaga mit 20 PS Leistung. Der Motor war luftgekühlt, somit war der V-förmige Kühlergrill nur Attrappe. Das Getriebe verfügte über drei Gänge. Ungewöhnlich für die damalige Zeit war der Frontantrieb.